# 朱く染めて心臓
「朱く染めて心臓」（あかくそめてしんぞう）は、大渕野々花の楽曲、1枚目のシングル。2024年5月22日にflying DOGから発売された。

## 概要
表題曲「朱く染めて心臓」は、作詞・作曲・編曲をNeruが手掛けており、テレビアニメ『怪異と乙女と神隠し』のエンディング主題歌に使用された。また同楽曲のミュージック・ビデオは、映像作家のサイトウユウマが手掛けており、アニメの世界観を取り入れた実写映像とアニメーションが融合したものになっている。
販売形態は通常盤（VTCL-35375）・直筆サイン入り限定盤（VTZL-242）の2種で発売され、直筆サイン入り限定盤には大渕野々花本人が1枚1枚手書きした直筆サイン入りフォトブック「ののさんぽ」を同梱されている。

## 収録内容
| #         | タイトル                             | 作詞・作曲 | 編曲       | 時間  |
| --------- | ------------------------------------ | ---------- | ---------- | ----- |
| 1.        | 「朱く染めて心臓」                   | Neru       | Neru       |       |
| 2.        | 「夢.jpeg」                          | 小林私     | sugarbeans | 4:26  |
| 3.        | 「一生分の星と逃げる」               | 傘村トータ | 堀江晶太   | 4:25  |
| 4.        | 「朱く染めて心臓」(TV Size ver.)     |            |            | 1:33  |
| 5.        | 「一生分の星と逃げる」(Instrumental) |            |            | 4:23  |
| 合計時間: | 合計時間:                            | 合計時間:  | 合計時間:  | 14:47 |

| #         | タイトル                               | 作詞・作曲・編曲 | 時間  |
| --------- | -------------------------------------- | ---------------- | ----- |
| 1.        | 「朱く染めて心臓」                     |                  | 3:17  |
| 2.        | 「夢.jpeg」                            |                  | 4:26  |
| 3.        | 「終わらないストーリー」               | イナツ           | 4:04  |
| 4.        | 「朱く染めて心臓」(Instrumental)       |                  | 3:16  |
| 5.        | 「夢.jpeg」(Instrumental)              |                  | 4:26  |
| 6.        | 「終わらないストーリー」(Instrumental) |                  | 4:02  |
| 合計時間: | 合計時間:                              | 合計時間:        | 23:31 |